# Trichinellidae
Trichinellidae (denumirea latină) sau trichinelidele este o familie de viermi nematelminți (nematode) parazite ale tubului digestiv al vertebratelor.
Au următoarele caractere distincte:
- sticosomul are un singur rând scurt de sticocite;
- corpulu nu este împărțit distinct în două regiuni (anterioară și posterioară);
- banda bacilară este absentă;
- vulva se află anterior, în regiunea sticosomului;
- ovarul este situat posterior de sticosom;
- femele sunt vivipare (depun larve).

După NCBI familia Trichinellidae cuprinde un singur gen Trichinella